# 자오화창역

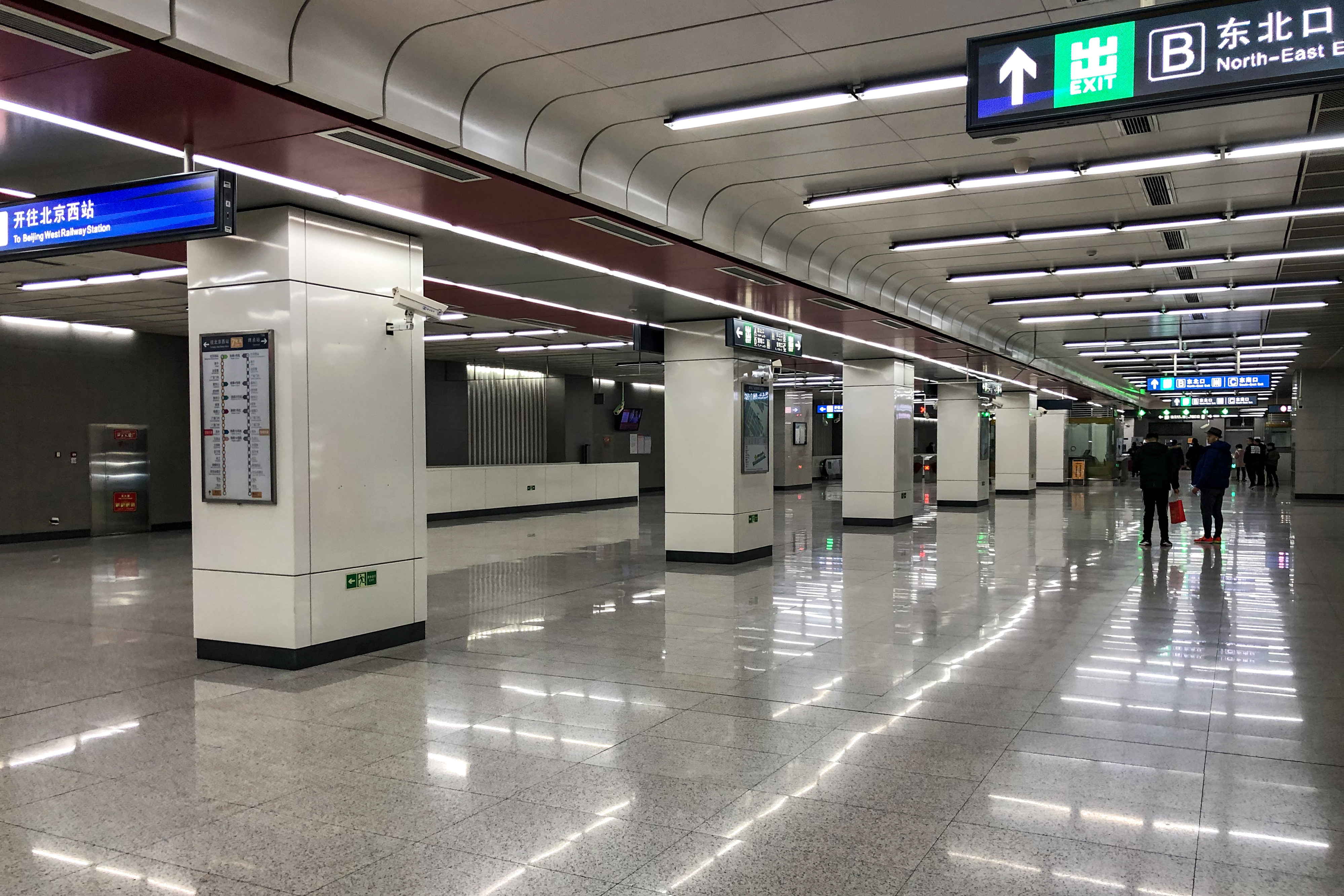
대합실 (2019년 12월)

자오화창역(중국어: 焦化厂站)은 중국 베이징시 차오양구 파터우 가도 옛 베이징 코크스화학공장 터에 위치한 베이징 지하철 7호선의 지하철역이다. 2014년 12월 28일 7호선 개통과 함께 운영에 들어갔다. 2019년 12월 28일 화좡역까지 연장되면서 중간역이 되었다.

## 위치
자오화창역은 옛 베이징 코크스화학공장(北京炼焦化学厂) 부지에 위치하며, 서북-동남방향으로 배치되었으며, 북쪽으로 자오화창 차량단에 인접해 있다.

## 역 구조
자오화창 역은 지하 2층의 상대식 승강장으로 설계되었으며 개착식 공법으로 시공하였다. 승강장 서쪽 끝과 동쪽 끝에는 각각 1개의 측선과 교차선이 있다.
| 지면층          | 가도                                | A—D출구                             |
| 지하 1층        | 대합실                              | 고객 센터, 자동매표기, 개집표기     |
| 지하 2층 승강장 | 상대식 승강장, 오른쪽 출입문이 열림 | 상대식 승강장, 오른쪽 출입문이 열림 |
| 지하 2층 승강장 | ←                                   | ■ 7호선 베이징 서역 방면 (솽허)     |
| 지하 2층 승강장 | →                                   | ■ 7호선 유니버설리조트 방면 (황창)  |
| 지하 2층 승강장 | 상대식 승강장, 오른쪽 출입문이 열림 |                                     |

## 출구
|                         |                                    |  |  |
| 출구                    | 출구 인근                          |  |  |
| 出口 · A                | 베이징시 자오화 공장(北京市焦化厂) |  |  |
| 出口 · B                | 베이징시 자오화 공장(北京市焦化厂) |  |  |
| 出口 · C                | 베이징시 자오화 공장(北京市焦化厂) |  |  |
| 出口 · D                | 베이징시 자오화 공장(北京市焦化厂) |  |  |
| 아이콘 설명: 엘리베이터 |                                    |  |  |